# Justicia upembensis
Justicia upembensis är en akantusväxtart som beskrevs av M. Hedrén. Justicia upembensis ingår i släktet Justicia och familjen akantusväxter. Inga underarter finns listade i Catalogue of Life.